# Swamp Thing
Swamp Thing (bra: O Monstro do Pântano; prt: Perigo no Pântano) é um filme de terror produzido nos Estados Unidos  em 1982, escrito e dirigido por Wes Craven, baseado no gibi Swamp Thing, da DC Comics, criado por Len Weine Berni Wrightson.

## Sinopse
No início do século 20, o cientista Alex Olsen é vítima de uma explosão no seu laboratório planejada pelo seu colega de trabalho, Damian Ridge, que pretendia matá-lo de modo a ficar com a esposa de Olsen, Linda. Olsen é transformado num monstro disforme pelos produtos químicos e pelas plantas dentro do pântano e volta para matar Ridge antes que este possa matar Linda. Alex volta pra se vingar e proteger sua amada, sem revelar sua verdadeira identidade.

## Elenco
- Louis Jourdan ... Dr. Anton Arcane
- Adrienne Barbeau ... Alice Cable
- Ray Wise ... Doctor Alec Holland
- David Hess ... Ferret
- Nicholas Worth ... Bruno
- Don Knight ... Harry Ritter
- Al Ruban ... Charlie
- Dick Durock ... Swamp Thing
- Ben Bates ... Arcane Monster
- Nannette Brown ... Dr. Linda Holland
- Reggie Batts ... Jude
- Mimi Craven ... Arcane's Secretary
- Karen Price ... Karen
- Bill Erickson ... Agent
- Dov Gottesfeld ... Commando
- Tommy Madden ... Little Bruno
- Richard Jennings ... Motor Boat Driver